# Trecătoarea celor Trei Pagode

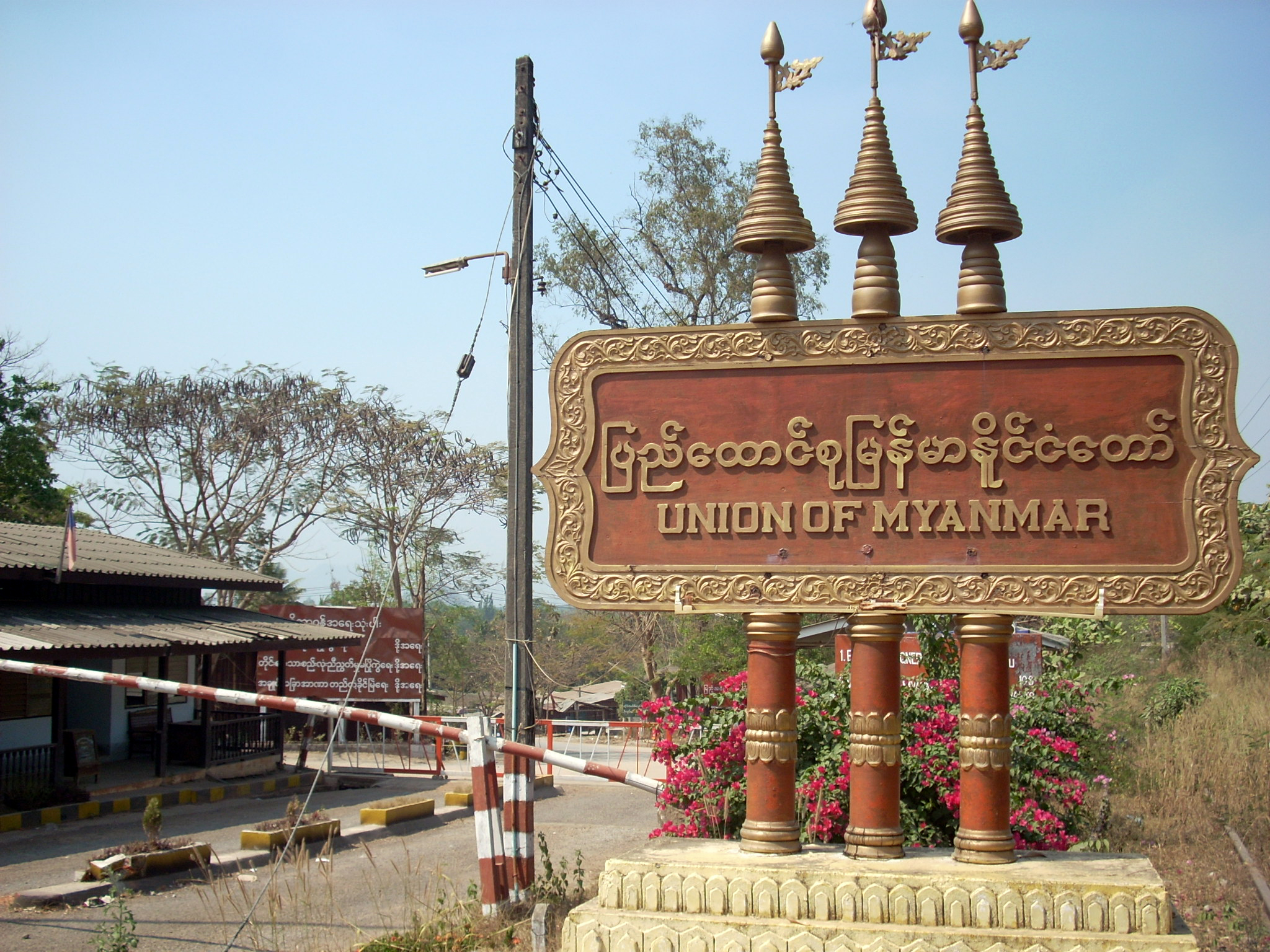
Trecătoarea celor Trei Pagode: Punctul de trecere a frontierei dintre Birmania și Thailanda (intrarea în Birmania / Uniunea Myanmar)

Trecătoarea celor Trei Pagode (în birmaneză: ဘုရားသုံးဆူ တောင်ကြားလမ်း, pronunțat: pʰayá θóʊɴ sʰù taʊ̀ɴ ʤá láɴ, iar în thai: ด่านเจดีย์สามองค์, pronunțat: „dan chedi sam ong”) este o trecătoare în Munții Bilauktaung, care leagă Birmania de Thailanda.

## Descriere

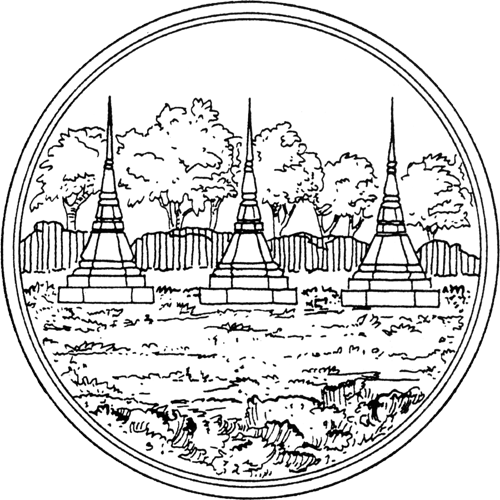
Cele Trei Pagode prezente pe sigilul provinciei Kanchanaburi

Trecătoarea celor Trei Pagode este situată la altitudinea de 282 de metri, în Munții Bilauktaung care formează, pe o distanță de 400 km, o frontieră naturală, între sudul Birmaniei și vestul Thailandei. 
Trecătoarea leagă orașul birmanez Payathonsu (în statul Karen), cu orașul thailandez Sangkhlaburi (în nordul provinciei Kanchanaburi).

## Istorie
Dintotdeauna, Trecătoarea celor Trei Pagode constituie principala cale terestră între sudul Birmaniei și vestul Thailandei. Se crede că prin această trecătoare a pătruns buddhismul în Thailanda, în secolul al III-lea.
Abundența vestigiilor Dvaravati (secolele al VI-lea - al IX-lea) în valea joasă a Mae Klong pare să dovedească faptul că exista deja, în acea epocă, o rută comercială între golful Bengal și golful Siam, prin Trecătoarea celor Trei Pagode.
În timpul regatelor birman Ava și thai Ayutthaya (secolele al XIV-lea - al XVIII-lea), trecătoarea a fost principala rută a invaziilor birmaneze, dar servea eventual și în celălalt sens armatelor siameze. Cele trei mici pagode, sau chedi, acum în ruină, cărora trecătoarea le datorează numele, au fost construite, probabil, la sfârșitul acestei perioade tumultoase, ca un simbol al păcii. Ele se găsesc de partea thailandeză a frontierei. 
În timpul celui de-al Doilea Război Mondial, japonezii au construit o sinistră cale ferată a morții care străbătea trecătoarea. Un memorial îi omagiază pe prizonierii australieni care, alături de alți soldați aliați (și ei prizonieri de război) și de civili originari din diferite țări ale Asiei de Sud-Est ocupate de japonezi, au murit în cursul muncilor silnice la care erau supuși în timpul construcției acestei căi ferate. 
Regiunea este locuită de diferite populații de munte, birmani, moni, kareni, care fie nu pot, fie nu vor să obțină cetățenia uneia sau alteia dintre cele două țări. După cel de-Al Doilea Război Mondial, au existat numeroase tentative ale armatelor rebele să ia controlul trecătoarei pornind din Birmania. Astfel, rebelii moni au controlat-o până în 1990, când armata birmaneză i-a alungat. Din când în când, există hărțuieli între rebelii karen și rebelii mon.

## Atracții turistice
Astăzi, turiștii vin să viziteze trecătoarea. În funcție de situația politică, ei pot să obțină o viză de o zi (taxa de viză este de circa 10 dolari americani), pentru a vizita Payathonsu din Uniunea Myanmar. Pentru amatorii de suveniruri turistice, în partea birmaneză a trecătoarei, se găsesc mobilier din lemn, jad sculptat și textile.